# Edvard Bull den äldre
Edvard Bull (den äldre), född den 4 december 1881 i Kristiania (nuvarande Oslo), död där den 26 augusti 1932, var en norsk historiker, politiker inom Arbeiderpartiet och Norges förste socialdemokratiske utrikesminister år 1928 i Christopher Hornsruds kortlivade regering. Han var son till Edvard Isak Hambro Bull, bror till litteraturhistorikern Francis Bull och far till Edvard Bull den yngre. 
Bull var professor i historia vid Universitetet i Oslo 1917–1932. Hans specialområde var norsk medeltidshistoria, men han gjorde också stora insatser inom lokalhistoria med Kristianias historie (1922–1927) samt Jemtland og Norge (1927). 
Bulls huvudarbeten är Folk og kirke i middelalderen (1912) samt Leding (1920). Han skrev också en biografi över det norska riksrådet Vincens Lunge (1917).
Som politiker tillhörde han Arbeiderpartiets vänsterflygel, och hade som vice ordförande i partiet stort inflytande.